# Саад Заглул-паша
Саад Заглул-паша (арап. سعد زغلول‎; 1859 — 23. август 1927) је био египатски политичар, министар правде (1910—1912)
По завршетку Првог светског рата тражио је независност Египта. Два пута хапшен због свог антибританског става.
Од 1924. председник је владе, а потом председник Посланичког дома.